# 제임스 D. 서먼
제임스 데이비드 서먼(James David Thurman, 1953년 9월 19일 ~ )은 유엔사령부, 한미연합군사령부, 주한 미군 사령부를 지휘했던 미국 육군의 대장이다.
2013년 11월 22일에 은퇴하였다.

## 참고
1. ↑  “Gen. James Thurman's Retirement” (영어). 미국 육군 공보부. 2013년 11월 23일. 2017년 1월 24일에 확인함.

| 전임 프레드 로빈슨 | 제50대 제5(V)군단장 2007년 1월 19일 ~ 2007년 8월 8일 | 후임 케네스 w. 훈젠커 |

| 전임 월터 L. 샤프 | 제22 / 13 / 22대 UNC/ROK-US CFC/USFK 사령관 2011년 7월 15일 ~ 2013년 10월 2일 | 후임 커티스 스캐퍼로티 |